# 622

## Догађаји
- Википедија:Непознат датум — Заједнички напад Словена и Авара на Византијско царство
- 24. септембар — Мухамед и његови следбеници су окончали своју хиџру од Меке до Медине како би избегли верски прогон.